# Numele suedeze
În Suedia, o persoană trebuie să aibă un nume de familie și unul sau mai multe prenume. Mulți oameni au două prenume. Numele de familie sunt moștenite de la părinți, în ordinea: „numele fratelui sau surorii mai mari, dacă există; specificat de părinți; sau numele de familie al mamei”, în timp ce prenumele trebuie să fie alese de părinți la naștere. Apelativul (în suedeză tilltalsnamn), prin care persoana este identificată în mod normal în conversație, este în țările scandinave (ca și anterior în Franța) unul dintre prenume, nu neapărat primul. În contexte în care este redat numele complet, apelativul este adesea indicat printr-un asterisc, cu majuscule, subliniat ori cu caractere cursive.  De exemplu, Märta Birgit* Nilsson⁠(d) este cunoscută sub numele de Birgit Nilsson, în timp ce Agnetha* Åse Fältskog este cunoscută sub numele de Agnetha Fältskog. 

Frecvența prenumelor în Suedia după anul nașterii

## Numele de familie
În Scandinavia, numele de familie patronimice⁠(d), bazate pe numele părinților, erau în trecut comune. În Suedia, terminația patronimică este -sson , de exemplu Karlsson („fiul lui Karl”).  În secolul al XIX-lea, aceste „nume de fiu” au fost transformate în nume de familie permanente.  Aproximativ în același timp, oamenii din clasele de mijloc scandinave, în special meșteșugarii și orășenii, au adoptat nume de familie care imitau nobilimea. Erau frecvente și numele de familie ornamentale, care reuneau două elemente ale locului nașterii sau din natură, cum ar fi Bergman („Munteanu”), Holmberg („munte pe insulă”, Lindgren („ramură de tei”), Sandström (pârâu nisipos) și Åkerlund („crâng”); ele rămân comune și astăzi.  Pentru un tabel de elemente care formează astfel de nume, vedeți  . 
O altă sursă de nume de familie era sistemul suedez de alocare, pus la punct pe la mijlocul secolului al XVII-lea pentru a menține o armată permanentă și care grupa împreună mai multe ferme care să întrețină apoi un soldat cu o locuință mică și un lot de pământ. Soldații aveau adesea nume care le descriau caracterul (de ex.  Modig „viteazul”, Skarp „iscusitul” sau Snygg „frumosul”), armele (de ex.  Sabel „sabie”, Lans „lance” sau Sköld „scut”) sau nume care unesc două elemente din natură, așa cum este descris mai sus.  Numele urma adesea locuința, și nu soldatul.  Aceste nume ale soldaților au devenit foarte frecvente. 
Înainte de legea de reglementare a numelui de familie în Suedia (släktnamnsförordningen) din 1901, patronimicul era cel mai utilizat ca nume de familie. 

### Nume de familie la nobilimea suedeză
Numele de familie pot fi urmărite până în secolul al XV-lea în Suedia, unde au fost folosite pentru prima oară de către Frälse, categorie socială ce reunea clerul și nobili. Numele acestora erau de obicei în limbile suedeză, latină, germană sau greacă. 
Adoptarea numelor latine a fost folosită pentru prima dată de clerul catolic în secolul al XV-lea. Prenumele erau precedate de Herr (Domnul), ca Herr Lars, Herr Olof, Herr Hans, urmat de o formă latinizată⁠(d) de numelui patronimic, de ex. Lars Petersson, latinizat ca Laurentius Petri. Începând cu perioada Reformei, forma latinizată a locului de naștere (Laurentius Petri Gothus⁠(d), adică din Östergötland) a devenit o practică comună de numire a clerului. Familia suedeză Benzelius⁠(d) și-a tras numele de la Bentseby (satul Bentse) din Luleå, locul de naștere al lui Ericus Henrici, Benzelius Bothniensis,⁠(d) care a fost primul care a adoptat numele de familie.  Numele de familie Retzius⁠(d) provine de la lacul Ressen, din apropierea parohiei Odensvi din Västervik. Mai târziu, negustorii și alte grupuri sociale au renunțat la numele de familie folosite anterior (cum ar fi patronimicele) și au adoptat ocazional latinești cu rezonanță elevată, care lăsau impresia unui pedigree de familie veche. 
O altă practică ulterioară a fost folosirea limbii grecești, cu terminația Ander, cuvântul grecesc pentru bărbat (de ex. Micrander⁠(d), Mennander⁠(d)).  Folosirea numelor de familie era încă ceva neobișnuit în secolul al XVII-lea chiar și în rândul nobilimii și claselor educate.  Mai mult, conceptul de nume de familie ereditar a fost și el limitat la câteva familii. 
Când o familie era înnobilată, de obicei i se dădea un nume. În secolele al XVII-lea–al XVIII-lea, numele de familie era doar rareori numele originar al familiei înnobilate; de obicei, era aleasă o nouă denumire mai impunătoare.  A fost o perioadă care a produs numeroase nume suedeze din două cuvinte pentru nobilime; prefixe foarte favorizate au fost Adler- (termenul german pentru „vultur“), Ehren- (termenul german pentru „onoare“, suedezul ära), Silfver- („argint“) și Gyllen- („de aur“ sau „aurit“).  Spre deosebire de titlurile britanice („Lord Somewhere”), o astfel de denumire devenea numele întregii case, iar vechiul nume era abandonat cu totul.  Înnobilarea în 1632 a lui Peder Joenson este un exemplu tipic, în care a fost întreruptă folosirea vechiului nume de familie și, astfel, s-a folosit după înnobilare numele Peder Gyllensvärd. Un exemplu de nume vechi la care s-a adăugat cel nou îl reprezintă înnobilarea fraților Johan Henrik Lang și Lars Adam Lang (în 1772), care au luat numele de familie Langenskjöld.

## Numele ilegale / interzise
Întrucât Suedia este o monarhie, guvernul a adoptat legi prin care împiedică oamenii de rând să aibă nume regale.
Este ilegal ca un copil să fie numit oricare dintre următoarele: 
- Metallica
- Superman
- Ikea
- "brfxxccxxmnpcccclllmmnprxvclmnckssqlbb11116" - pronunțat „Albin” [2]